# Gunung Geudong
Gunung Geudong är ett berg i Indonesien.   Det ligger i provinsen Aceh, i den västra delen av landet, 1 700 km nordväst om huvudstaden Jakarta. Toppen på Gunung Geudong är 95 meter över havet.
Terrängen runt Gunung Geudong är kuperad norrut, men söderut är den platt. Terrängen runt Gunung Geudong sluttar söderut. Runt Gunung Geudong är det glesbefolkat, med 11 invånare per kvadratkilometer. I omgivningarna runt Gunung Geudong växer i huvudsak städsegrön lövskog.